# 土石流被災家屋保存公園

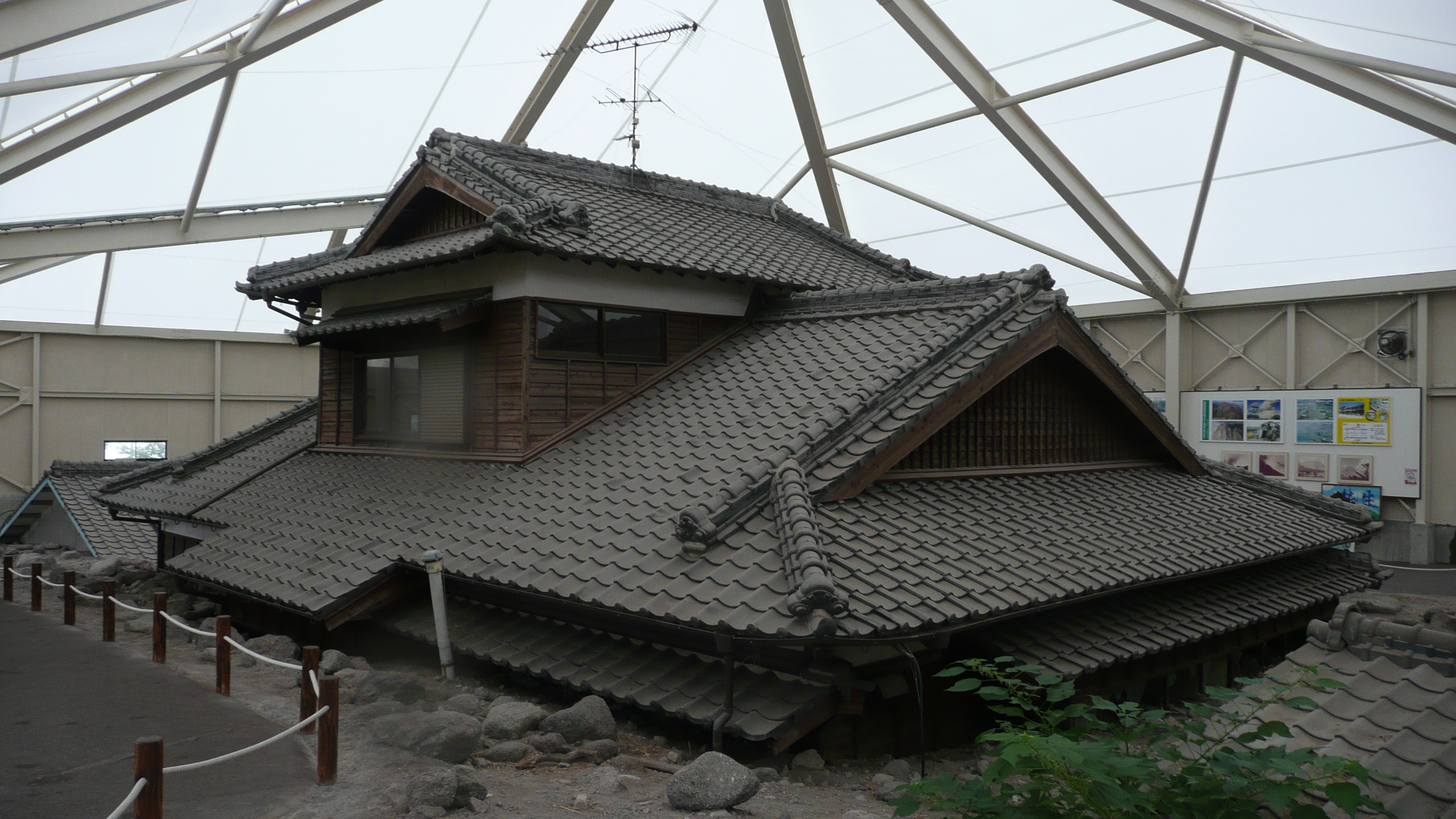
公園内に保存された被災家屋

土石流被災家屋保存公園（どせきりゅうひさいかおくほぞんこうえん）は、日本の長崎県南島原市にある、雲仙・普賢岳の噴火による土石流災害の災害遺構を保存する公園である。

## 概要
長崎県の土石流被災家屋保存公園条例（1999年（平成11年）3月24日）により同年4月1日に設置された。
同条例では「雲仙普賢岳噴火による土石流被災家屋を保存し公園化することにより、災害のすさまじさとその教訓を後世に継承し、防災の重要性を県内外に伝え、又、県民の防災意識の高揚を促すことを目的とする。」としている。
2017年度（平成29年度）の長崎県の資料によると、面積6,187.44m2で展示場（テント構造）がある。
設置時には家屋11棟（1棟移築）でそのうち展示場（テント構造）内に3棟を保存していた。しかし、2020年12月、屋外展示されていた8棟のうち2棟に屋根の崩落や柱のひずみなどの経年劣化と地盤沈下で倒壊のおそれが出たため2棟の解体を決定。2棟の解体工事のため2021年12月23日から2022年2月まで公園は閉鎖される。
なお、隣接して道の駅みずなし本陣ふかえがあったが、2021年11月末をもって営業を終了。事業譲渡後、2023年（令和5年）4月21日から道の駅ひまわりとなっている。

## 所在地
- 長崎県南島原市深江町丁2150番地[1]